# Investeren in de liefde
Investeren in de liefde is een single van de Nederlandse rapgroep SFB en rappers Ronnie Flex, Lil' Kleine en Bokoesam uit 2015. Het stond in hetzelfde jaar als vierde track op het album New wave van het hiphopcollectief New Wave.

## Achtergrond
Investeren in de liefde is geschreven door Ronell Plasschaert, Memru Renjaan, Jorik Scholten, Samuel Sekyere, Francis Edusei, Kaene Marica en Alejandro Boberto Hak en geproduceerd door Jack Chiraq. Het is een nederhoplied dat gaat over extra aandacht besteden aan je relatie. Het lied ontstond uit de schrijverssessie van het New Wave project op Schiermonnikoog. De single betekende voor zowel SFB als Bokoesam de doorbraak voor het grote publiek. De single heeft in Nederland de driedubbele platina status.

## Hitnoteringen
Het lied had enkele successen in Nederland. In de Single Top 100 kwam het tot de 22e plaats en stond het 48 weken in de lijst. Het bereikte de Top 40 niet maar kwam tot de eerste plaats van de Tipparade.